# Himingläva
Le Himingläva est le nom donné à une réplique suédoise d'un petit modèle de bateau de Gokstad exposé au Musée des navires vikings d'Oslo (Bygdøy), une épave d'un bateau viking de la fin du IXe siècle. Celle-ci a été découverte en 1880 dans un large monticule funéraire près de la ferme Gokstad, dans la région de Sandefjord dans le Vestfold, Norvège.

Le Himingläva a été construit avec l'intention de refaire le voyage d'Ingvar Viffarme un chef et explorateur viking varègue du XIe siècle.

## Histoire
Le nom Himingläva est celui d'une des neuf filles d'Ægir, un géant de la mythologie nordique, qui signifie celle qui scintille vers le ciel.
En 2004, l'Expedition Vittfarne (sv)  avec un équipage de 9 hommes met le cap vers la mer Noire jusqu'à la mer Caspienne en traversant la Géorgie et l'Azerbaïdjan par les rivières et du portage.
Cette expédition peut être considérée comme une continuation d'une précédente effectuée en 1996 avec une autre réplique de bateau viking l'Aifur.

Un documentaire sur cette expédition a été réalisé par la SVT.